# Luisa Federica de Wurtemberg
Luisa Federica de Württemberg (3 de febrero de 1722 - 2 de agosto de 1791) fue una duquesa consorte de Mecklemburgo-Schwerin. Era la hija de Federico Luis, príncipe heredero de Württemberg y la margravina Enriqueta María de Brandeburgo-Schwedt. Se casó con Federico II de Mecklemburgo el 2 de marzo de 1746. Tuvieron cuatro hijos.